# 伊慎
伊 慎（い しん、744年 - 812年）は、唐代の軍人。字は寡悔。本貫は兗州瑕丘県。

## 経歴
騎射を得意とし、はじめ果毅となった。大暦8年（773年）、江西節度使の路嗣恭が嶺南の哥舒晃の乱を討つと、伊慎はその先鋒をつとめた。反乱軍の塁に直に迫ると、速戦してこれを破り、3000の首級を斬り、始興県を奪回した。ほどなく諸将とともに哥舒晃を追って甘渓で斬り、その首級を長安に送った。その功績により、連州長史に任じられ、連州団練副使をつとめた。三度異動して江州別駕となった。
建中2年（781年）、伊慎は江西牙将として李希烈に従って梁崇義を討ち、敵の鋭鋒をくだいて敵陣を陥し、功績は多大であった。梁崇義の乱を鎮圧すると、李希烈は伊慎の才能を愛して、たびたび良馬を贈ってかれを引き留めようとした。伊慎は一計を案じて逃走し、江州に帰った。建中3年（782年）、李希烈が反乱を起こした。嗣曹王李皋が反乱討伐のために南昌県に到着し、将兵を集めると、伊慎を得たことを喜んだ。李希烈は伊慎が李皋の下で手腕を振るうのを恐れて、伊慎に7領の鎧を贈り、伊慎とのあいだに書状のやり取りがあるように偽装した。徳宗は宦官の使者を送って軍中で詰問させたが、李皋は上疏して伊慎を弁護した。徳宗の返事が来ないうちに、反乱兵が長江を遡って進攻してきたため、李皋は伊慎を召し出して出戦させ、3000あまりの反乱兵を破った。これにより朝廷は伊慎への嫌疑を解いた。伊慎は蔡山柵を連破し、蘄州を奪取し、蘄州の将の李良を降伏させた。さらに黄梅県を攻め、反乱軍の将の韓霜露を殺し、1000人あまりを斬首した。功績により太子詹事に試用され、南充郡王に封じられた。さらに蘄州刺史・兼御史中丞・節度都知兵馬使をつとめた。
建中4年（783年）、徳宗が梁州に避難すると、汴東塩鉄使の包佶は長江を遡って金幣を進献しようと、蘄春県に宿営した。ときに反乱軍はすでに汴州を攻略しており、驍将の杜少誠に1万あまりの兵を率いさせて黄梅県に進攻させて、長江の糧道を絶とうとした。伊慎は兵7000を率いて永安戍で杜少誠の軍と遭遇した。伊慎は数里ごとに3柵を並べて立てた。中柵で鼓を鳴らして、3柵から全兵を出撃させると、反乱軍は大混乱して壊滅し、杜少誠は単身で脱出した。伊慎はさらに苟莽柵を破り、兵を進めて安州を包囲した。李希烈がその甥の劉戒虚を派遣して騎兵8000を率いて来援させると、伊慎は兵を分けて迎撃し、応山県で戦い、劉戒虚を捕らえた。劉戒虚を縛って城下に示すと、安陸県は城門を開いて降伏した。伊慎は功により安州刺史に任じられ、御史大夫を兼ねた。李希烈が部将を派遣して随州を救援すると、伊慎はこれを厲郷で撃退し、5000人を斬首した。貞元2年（786年）、李希烈が死去したが、李恵登が反乱軍のために随州を守っていたため、伊慎は信書を送って招諭し、李恵登は城ごと降った。伊慎は李恵登を任用するようひそかに上奏し、李恵登は随州刺史に任じられた。
貞元15年（799年）、伊慎は安黄節度・管内支度営田観察処置等使となった。貞元16年（800年）、呉少誠が反乱を起こすと、伊慎は本道の兵5000に加えて、荊南・湖南・江西の三道の兵を兼統して、反乱鎮圧の一面を担当した。申州の城南で前後して反乱軍数千を破り、検校刑部尚書を加えられた。貞元21年（805年）、安州と黄州に奉義軍の軍額が置かれると、伊慎は奉義軍節度使・検校尚書右僕射となった。永貞元年（同年）、憲宗が即位すると、伊慎は入朝して正式に尚書右僕射に任じられた。元和2年（807年）、検校尚書左僕射に転じ、右金吾衛大将軍を兼ねた。第五従直に賄賂を贈って河中府への赴任を求めようとしたところ、第五従直に奏上されて、右衛将軍に降格された。数カ月後、検校尚書右僕射として復帰し、右衛上将軍を兼ねた。元和6年閏12月1日（812年1月18日）、死去した。享年は68。太子太保の位を追贈された。諡は壮繆といった。

## 伝記資料
- 『旧唐書』巻151 列伝第101
- 『新唐書』巻170 列伝第95